# Dahuk
Dahuk (arab. دهوك) – miasto w północnym Iraku, w Regionie Kurdystanu, w pobliżu granicy z Syrią i Turcją, ośrodek muhafazy Dahuk. Około 500 tys. mieszkańców.

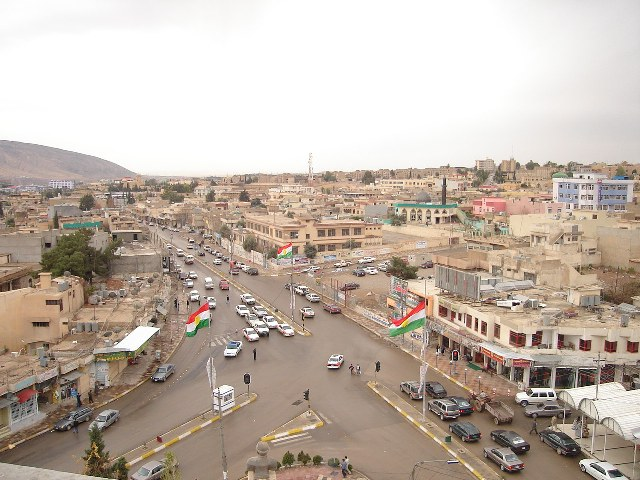
Centrum miasta

## Miasta partnerskie
- Gainesville, Stany Zjednoczone